# Discodeles malukuna
Discodeles malukuna (nom comú: granota palmada de Malukuna) és una espècie de granota de la família Ceratobatrachidae. És endèmica a l'illa de Guadalcanal, Illes Salomó. Aquesta espècie no s'ha registrat de nou des del seu descobriment en 1968, ja que tampoc hi ha hagut estudis recents. Poc se sap sobre aquesta espècie però es creu que viu a prop dels rierols de muntanya de la selva tropical.